# Baulne
Pour les articles homonymes, voir Baulne-en-Brie.
Baulne (prononcé [bolnǝ] ) est une commune française située à quarante et un kilomètres au sud de Paris dans le département de l'Essonne en région Île-de-France.
Ses habitants sont appelés les Baulnois.

## Géographie

### Situation

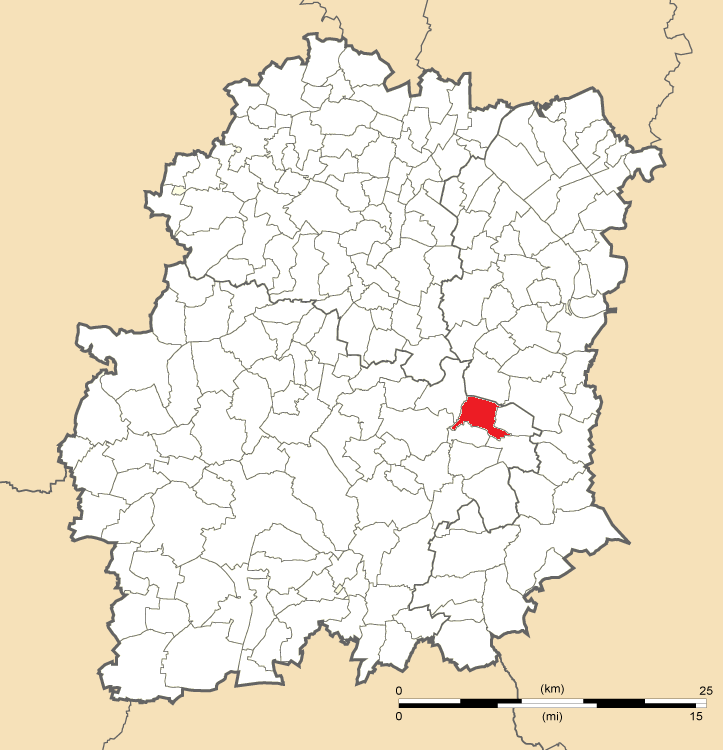
Position de Baulne en Essonne.

Baulne est une commune périurbaine du Gâtinais, la Porte d’entrée nord du parc naturel régional du Gâtinais français.
Baulne est située à quarante-et-un kilomètres au sud de Paris-Notre-Dame, point zéro des routes de France, dix-sept kilomètres au sud-est d'Évry, seize kilomètres au nord-est d'Étampes, un kilomètre au nord de La Ferté-Alais, treize kilomètres au sud-est d'Arpajon, treize kilomètres au nord-ouest de Milly-la-Forêt, seize kilomètres au sud-est de Corbeil-Essonnes, dix-huit kilomètres au sud-est de Montlhéry, vingt-six kilomètres au sud-est de Palaiseau, vingt-six kilomètres à l'est de Dourdan. Elle est aussi située à cent-sept kilomètres au sud-ouest de son homonyme Baulne-en-Brie dans l'Aisne.
La commune est traversée par l'ancienne nationale 191 (actuelle RD 191) et par la ligne de Villeneuve-Saint-Georges à Montargis, mais la station de chemin de fer la plus proche est la gare de La Ferté-Alais, partiellement située à la limite sud de Baulne et desservie par les trains de la ligne D du RER.

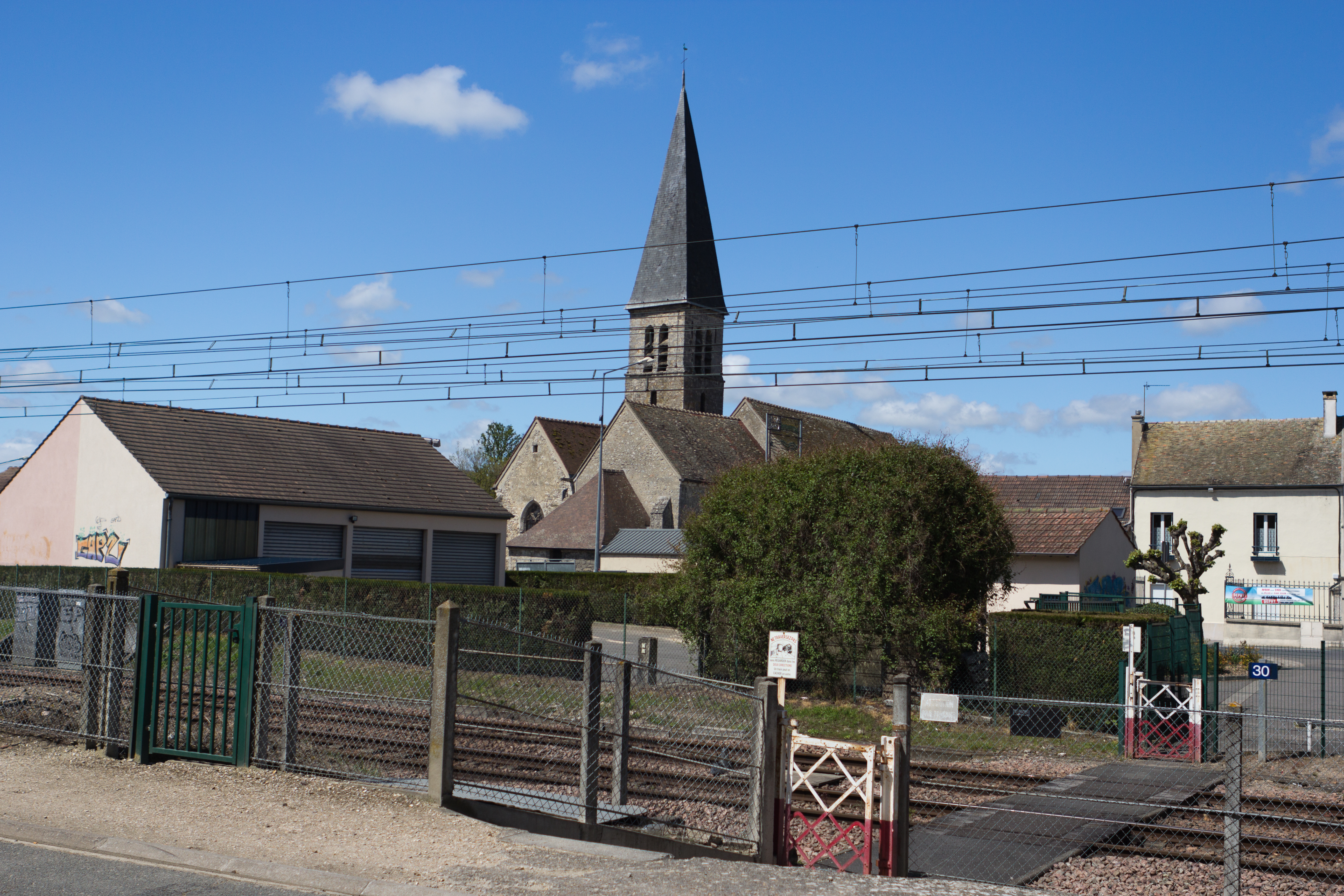
La ligne de chemin de fer devant l'église.

### Communes limitrophes
Les communes limitrophes sont  Ballancourt-sur-Essonne, Cerny, Champcueil, Itteville, La Ferté-Alais, Mondeville et Videlles.
| Itteville | Ballancourt-sur-Essonne | Champcueil |
|           | Baulne                  | Mondeville |
| Cerny     | La Ferté-Alais          | Videlles   |

### Géologie et relief
Le point le plus bas de la commune est située à quarante-neuf mètres d'altitude et le point culminant à cent-quarante-quatre mètres.

### Hydrographie

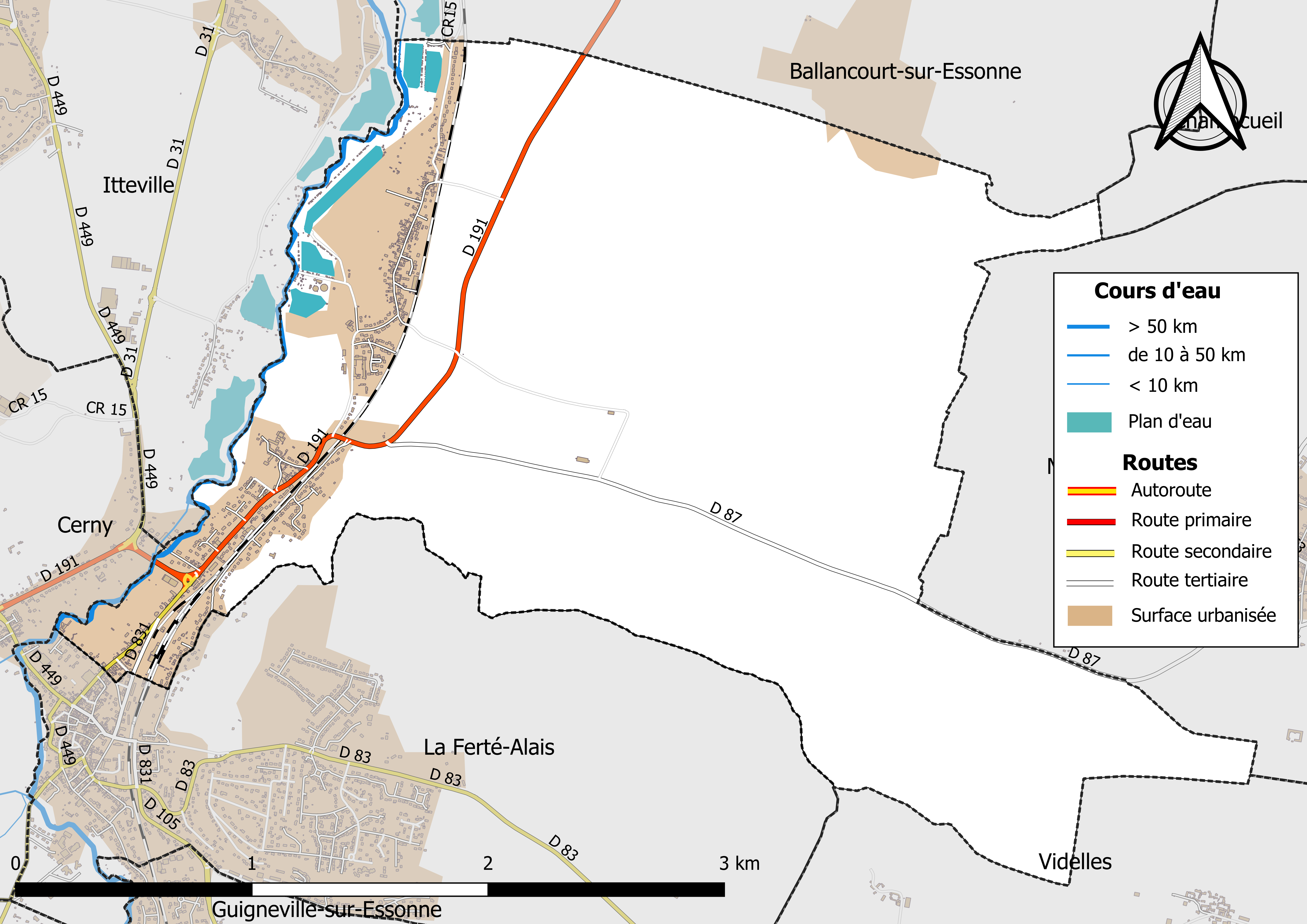
Carte hydrographique de la commune.

La commune est traversée par la rivière l'Essonne, un affluent du fleuve la Seine.
Autour de la rivière, d'imports étangs et zones humides ont été constitués, notamment pour l'exploitation de la tourbe. Une machine d'extraction active entre 1942 et les années 1980, abandonnée depuis sur place, le louchet de Baulne, la dernière en France et répertoriée aux monuments historiques, nécessite une importante réhabilitation.

### Climat
Pour des articles plus généraux, voir Climat de l'Île-de-France et Climat de l'Essonne.
En 2010, le climat de la commune est de type climat océanique dégradé des plaines du Centre et du Nord, selon une étude du CNRS s'appuyant sur une série de données couvrant la période 1971-2000. En 2020, Météo-France publie une typologie des climats de la France métropolitaine dans laquelle la commune est exposée à un climat océanique altéré et est dans la région climatique Sud-ouest du bassin Parisien, caractérisée par une faible pluviométrie, notamment au printemps (120 à 150 mm) et un hiver froid (3,5 °C).
Pour la période 1971-2000, la température annuelle moyenne est de 11,3 °C, avec une amplitude thermique annuelle de 15,4 °C. Le cumul annuel moyen de précipitations est de 674 mm, avec 11,4 jours de précipitations en janvier et 7,7 jours en juillet. Pour la période 1991-2020, la température moyenne annuelle observée sur la station météorologique la plus proche, située sur la commune de Courdimanche-sur-Essonne à 8 km à vol d'oiseau, est de 11,6 °C et le cumul annuel moyen de précipitations est de 594,8 mm,. Pour l'avenir, les paramètres climatiques de la commune estimés pour 2050 selon différents scénarios d'émission de gaz à effet de serre sont consultables sur un site dédié publié par Météo-France en novembre 2022.

### Milieux naturels et biodiversité
Les berges de l'Essonne, les bois à l'est du territoire et les espaces de culture entourant le bourg ont été recensés au titre des espaces naturels sensibles par le conseil général de l'Essonne.
La commune compte quatre ZNIEFF :
- Type 1 (espaces homogènes écologiquement, définis par la présence d'espèces, d'associations d'espèces ou d'habitats rares, remarquables ou caractéristiques du patrimoine naturel régional. Ce sont les zones les plus remarquables du territoire) :
  - Platières et carrières de la Justice ;
  - Carrière de la Butte pelée ;
  - Le Puy sauvage.
- Type 2 (espaces qui intègrent des ensembles naturels fonctionnels et paysagers, possédant une cohésion élevée et plus riches que les milieux alentour) :
  - Vallée de l'Essonne de Buthiers à la Seine

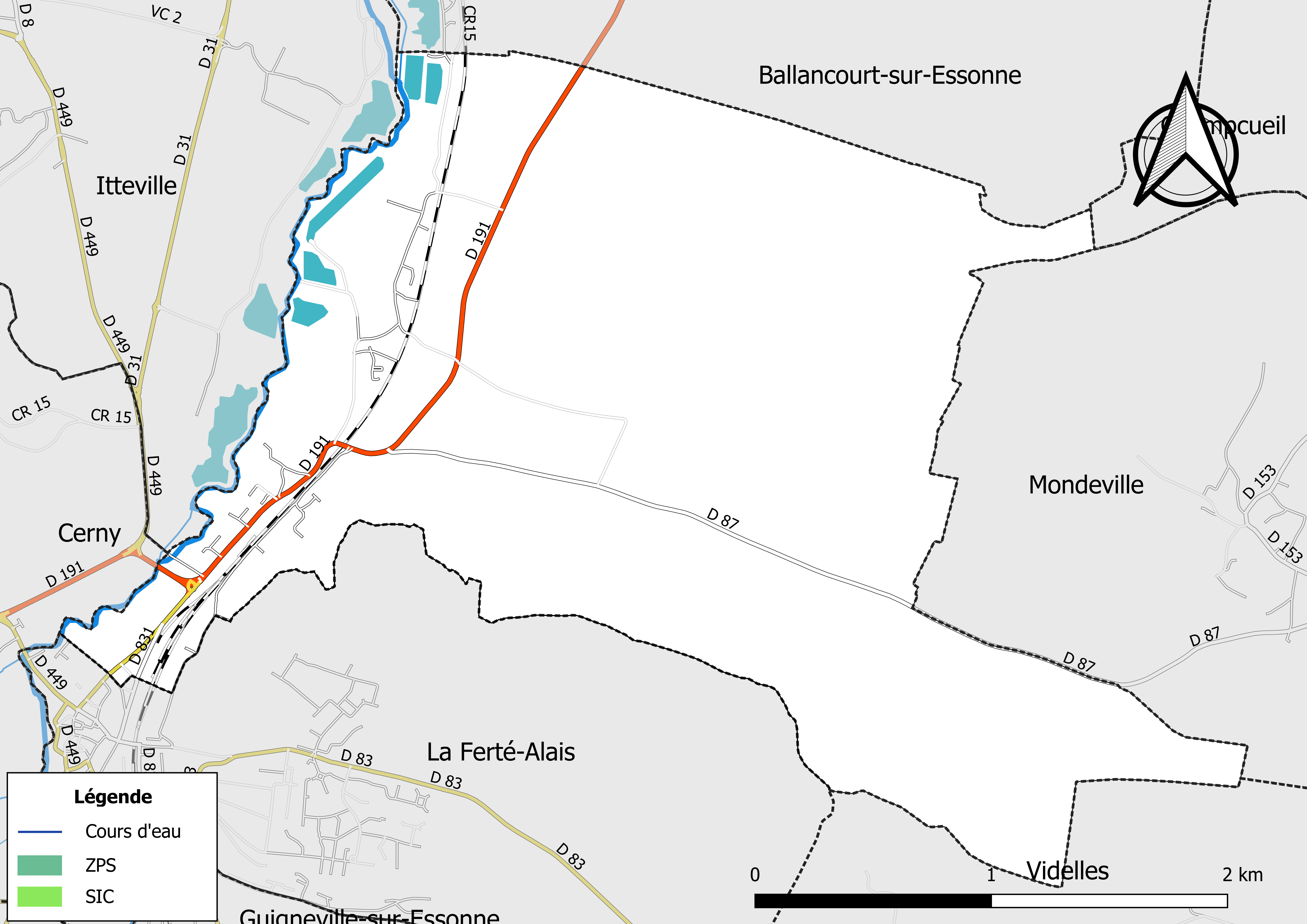
Carte des zones Natura 2000 de la commune.
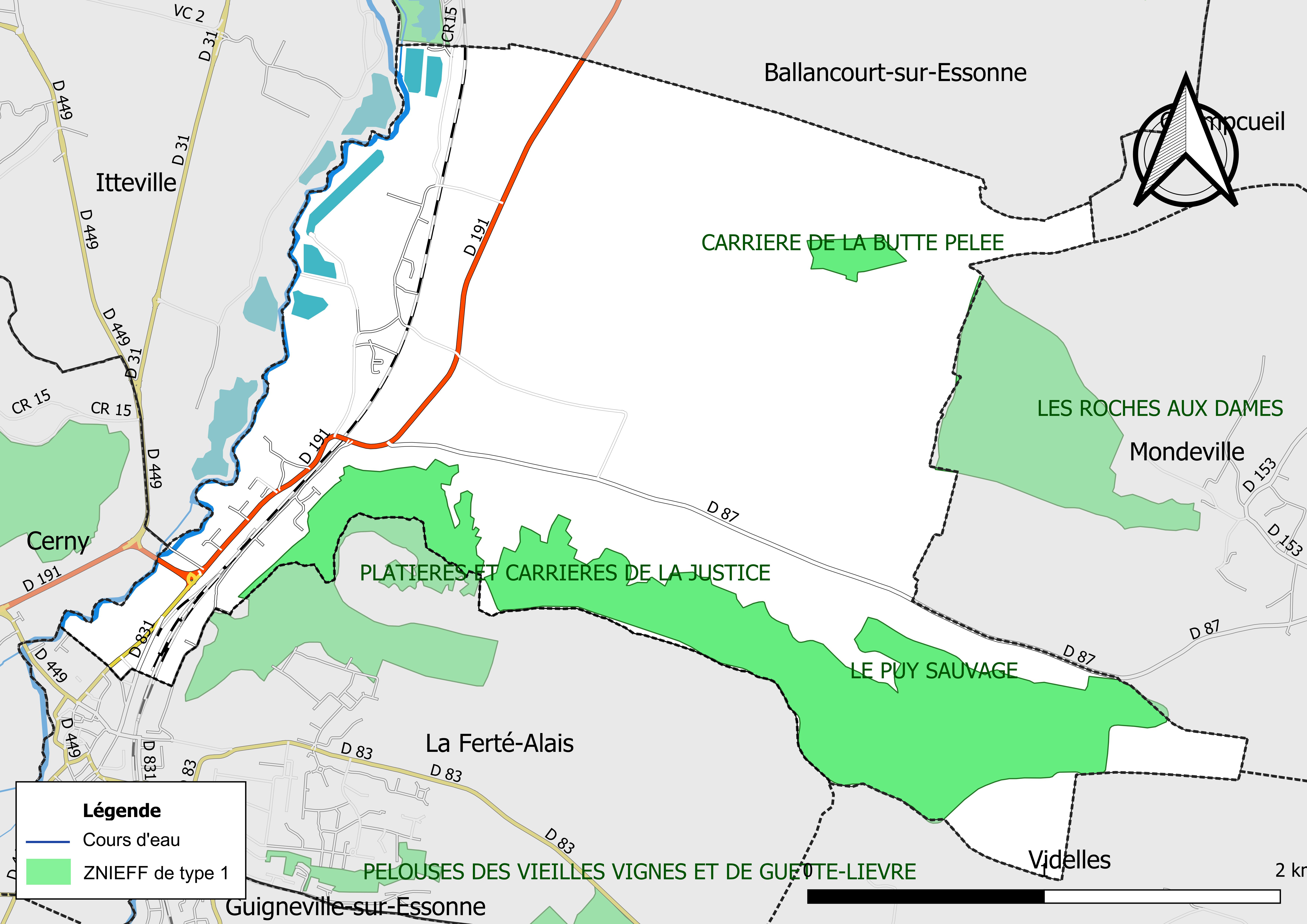
Carte des ZNIEFF de type 1 de la commune.
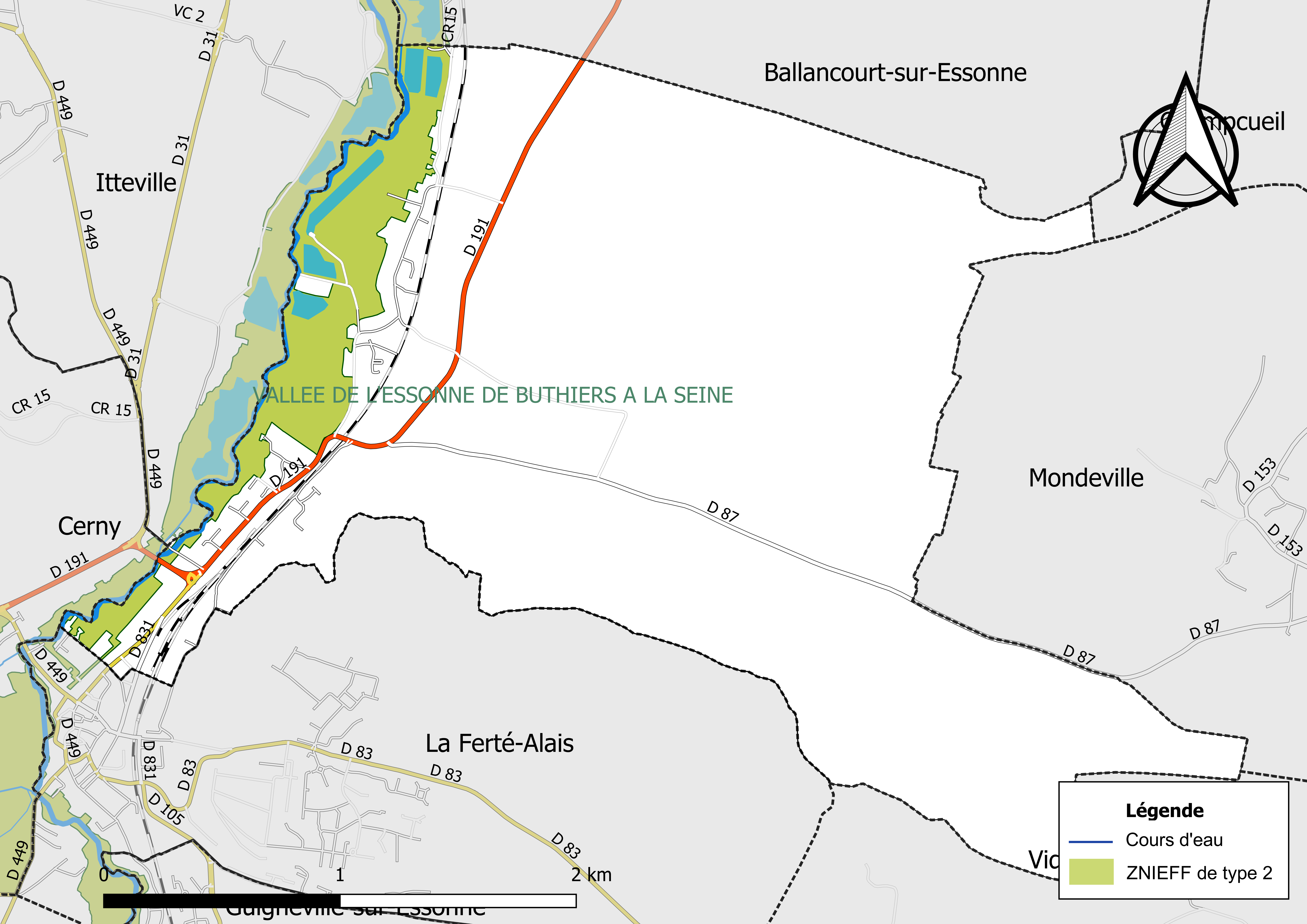
Carte des ZNIEFF de type 2 de la commune.

## Urbanisme

### Typologie
Au 1er janvier 2024, Baulne est catégorisée ceinture urbaine, selon la nouvelle grille communale de densité à sept niveaux définie par l'Insee en 2022.
Elle appartient à l'unité urbaine de La Ferté-Alais, une agglomération intra-départementale regroupant quatre  communes, dont elle est une commune de la banlieue,,. Par ailleurs la commune fait partie de l'aire d'attraction de Paris, dont elle est une commune de la couronne,. Cette aire regroupe 1 929 communes,.

### Occupation des sols

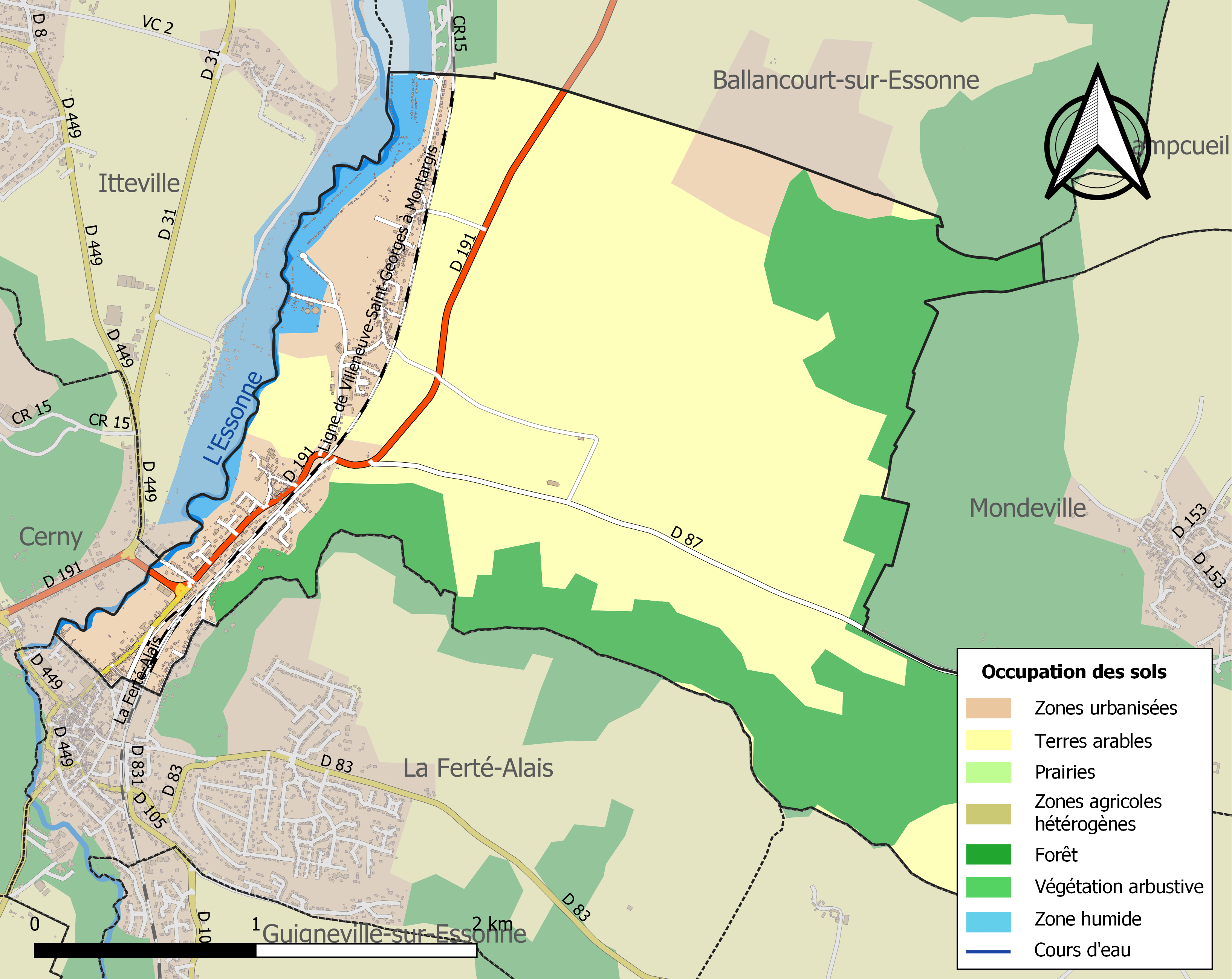
Carte des infrastructures et de l'occupation des sols de la commune en 2018 (CLC).

| Type d’occupation           | Pourcentage | Superficie (en hectares) |
| --------------------------- | ----------- | ------------------------ |
| Espace urbain construit     | 8,3 %       | 67,93                    |
| Espace urbain non construit | 2,4 %       | 19,81                    |
| Espace rural                | 89,3 %      | 732,90                   |
| Source : MOS 2008 - Iaurif  |             |                          |

### Lieux-dits, hameaux et écarts
La commune compte plusieurs hameaux :
- Boigny, au nord, avec ses étangs de pêche ;
- Mauny
- La Porte de Baulne, jouxtant La Ferté-Alais

ainsi que le lieu-dit le Puy Sauvage.

### Habitat et logement
En 2020, le nombre total de logements dans la commune était de 657, alors qu'il était de 607 en 2015 et de 597 en 2010.
Parmi ces logements, 90,5 % étaient des résidences principales, 1,2 % des résidences secondaires et 8,3 % des logements vacants. Ces logements étaient pour 68,8 % d'entre eux des maisons individuelles et pour 30,5 % des appartements.
Le tableau ci-dessous présente la typologie des logements à Baulne en 2020 en comparaison avec celle de l'Essonne et de la France entière. Une caractéristique marquante du parc de logements est ainsi une proportion de résidences secondaires et logements occasionnels (1,2 %) inférieure à celle du département (1,8 %) et à celle de la France entière (9,7 %). Concernant le statut d'occupation de ces logements, 76,9 % des habitants de la commune sont propriétaires de leur logement (76,4 % en 2015), contre 58,3 % pour l'Essonne et 57,5 pour la France entière.
| Typologie                                               | Baulne | Essonne | France entière |
| ------------------------------------------------------- | ------ | ------- | -------------- |
| Résidences principales (en %)                           | 90,5   | 91,6    | 82,1           |
| Résidences secondaires et logements occasionnels (en %) | 1,2    | 1,8     | 9,7            |
| Logements vacants (en %)                                | 8,3    | 6,6     | 8,2            |

## Toponymie
La commune est instituée par la Révolution française avec un nom orthographié tel qu'actuellement.
Du nom du dieu gaulois Belenos[réf. nécessaire].

## Politique et administration

### Rattachements administratifs et électoraux

#### Rattachements administratifs
Antérieurement à la loi du 10 juillet 1964, la commune faisait partie du département de Seine-et-Oise. La réorganisation de la région parisienne en 1964 fit que la commune appartient désormais au département de l'Essonne et à son arrondissement d'Étampes après un transfert administratif effectif au 1er janvier 1968.
Elle faisait partie depuis 1793 du canton de La Ferté-Alais de Seine-et-Oise puis de l'Essonne. Dans le cadre du redécoupage cantonal de 2014 en France, cette circonscription administrative territoriale a disparu, et le canton n'est plus qu'une circonscription électorale.

#### Rattachements électoraux
Pour les élections départementales, la commune est membre depuis 2014 du canton de Mennecy
Pour l'élection des députés, elle fait partie de la deuxième circonscription de l'Essonne.

### Intercommunalité
Baulne est membre depuis 2004 de la communauté de communes du Pays du Coquelicot, un établissement public de coopération intercommunale (EPCI) à fiscalité propre créé fin 2002 et auquel la commune a transféré un certain nombre de ses compétences, dans les conditions déterminées par le code général des collectivités territoriales.

### Tendances politiques et résultats
Élections présidentielles, résultats des deuxièmes tours :
- Élection présidentielle de 2002 : 80,44 % pour Jacques Chirac (RPR), 19,56 % pour Jean-Marie Le Pen (FN), 83,31 % de participation[16].
- Élection présidentielle de 2007 : 62,35 % pour Nicolas Sarkozy (UMP), 37,65 % pour Ségolène Royal (PS), 87,30 % de participation[17].
- Élection présidentielle de 2012 : 57,68 % pour Nicolas Sarkozy (UMP), 42,32 % pour François Hollande (PS), 82,73 % de participation[18].
- Au premier tour de l'élection présidentielle de 2017, les quatre premiers candidats ont été Marine Le Pen (28,51 % des suffrages exprimés), Emmanuel Macron (21,35 %), Jean-Luc Mélenchon (17,30 %) et François Fillon (15, 14 %).
Au second tour, le candisat élu Emmanuel Macron obtient 353 voix (56,12 %) et Marine Le Pen 276 voix (43,88 %), lors d'un scrutin où 23,82 % des électeurs se sont abstenus[19].
- Au premier tour de l'élection présidentielle de 2022, les quatre premiers candidats ont été Marine Le Pen (29,96 % des suffrages exprimés), Emmanuel Macron (22,36 %), Jean-Luc Mélenchon (19,13 %) et Éric Zemmour (8,72 %).
Au second tour, Marine Le Pen a obtenu 331 voix (51,72 %) et le candidat élu Emmanuel Macron 309 voix (48,28 %), lors d'un scrutin où 25,83 % des électeurs se sont abstenus[20].

Élections législatives, résultats des deuxièmes tours :
- Élections législatives de 2002 : 64,27 % pour Franck Marlin (UMP), 35,73 % pour Gérard Lefranc (PCF), 61,84 % de participation[21].
- Élections législatives de 2007 : 55,23 % pour Franck Marlin (UMP) élu au premier tour, 17,55 % pour Marie-Agnès Labarre (PS), 57,90 % de participation[22].
- Élections législatives de 2012 : 58,21 % pour Franck Marlin (UMP), 41,79 % pour Béatrice Pèrié (PS), 55,14 % de participation[23].

Élections européennes, résultats des deux meilleurs scores :
- Élections européennes de 2004 : 19,78 % pour Harlem Désir (PS), 19,51 % pour Patrick Gaubert (UMP), 46,82 % de participation[24].
- Élections européennes de 2009 : 29,18 % pour Michel Barnier (UMP), 16,11 % pour Daniel Cohn-Bendit (Les Verts), 38,94 % de participation[25].

Élections régionales, résultats des deux meilleurs scores :
- Élections régionales de 2004 : 42,51 % pour Jean-François Copé (UMP) et Jean-Paul Huchon (PS), 14,97 % pour Marine Le Pen (FN), 69,35 % de participation[26].
- Élections régionales de 2010 : 54,40 % pour Jean-Paul Huchon (PS), 45,60 % pour Valérie Pécresse (UMP), 46,67 % de participation[27].

Élections cantonales, résultats des deuxièmes tours :
- Élections cantonales de 2001 : données manquantes.
- Élections cantonales de 2008 : 50,53 % pour Guy Gauthier (UMP), 49,47 % pour Élisabeth Blond (PS), 44,33 % de participation[28].

Élections municipales :
- Au premier tour des élections municipales de 2014 dans l'Essonne, la liste DVD menée par le maire sortant Jacques Bernard obtient la majorité absolue des suffrages exprimés, avec 373 voix (66,48 %, 13 conseillers municipaux élus dont 2 communautaires, devançant très largement la liste DIV menée par Jean-Michel Colby, qui a recueilli 188 voix (33,51 %, 2 conseillers municipaux élus).
Lors de ce scrutin, 37,79 % des électeurs se sont abstenus[29].
- Au premier tour des élections municipales de 2020 dans l'Essonne, la liste menée par le maire sortant Jacques Bernard obtient la majorité absolue des suffrages exprimés, avec 298 voix (13 conseillers municipaux élus dont 1 communautaire), devançant très largement celle menée par François Vial, qui a recueilli 113 voix (27,49 %, 2 conseillers municipaux élus).
Lors de ce scrutin marqué par la pandémie de Covid-19, 52,27 % des électeurs se sont abstenus[30].

Référendums :
- Référendum de 2000 relatif au quinquennat présidentiel : 69,79 % pour le Oui, 30,21 % pour le Non, 30,13 % de participation[31].
- Référendum de 2005 relatif au traité établissant une Constitution pour l'Europe : 57,29 % pour le Non, 42,71 % pour le Oui, 75,64 % de participation[32].

### Liste des maires
| Période                                  | Période                       | Identité        | Étiquette | Qualité                                                                                        |
| ---------------------------------------- | ----------------------------- | --------------- | --------- | ---------------------------------------------------------------------------------------------- |
| Les données manquantes sont à compléter. |                               |                 |           |                                                                                                |
|                                          |                               |                 |           |                                                                                                |
| mai 1925                                 |                               | M. Cardin       |           |                                                                                                |
|                                          |                               |                 |           |                                                                                                |
|                                          | 1976                          | Paul Pouteau    |           | Mort en fonction                                                                               |
|                                          |                               |                 |           |                                                                                                |
| mars 1989                                | octobre 2023,                 | Jacques Bernard | DVD       | Ingénieur électricien retraité chez Alstom Vice-président de la CC du Val d’Essonne (? → 2023) |
| septembre 2023                           | En cours (au 21 octobre 2023) | Xavier Guilbert |           |                                                                                                |

### Distinctions et labels
Baulne a été récompensée par deux fleurs au concours des villes et villages fleuris.

## Équipements et services publics

### Enseignement

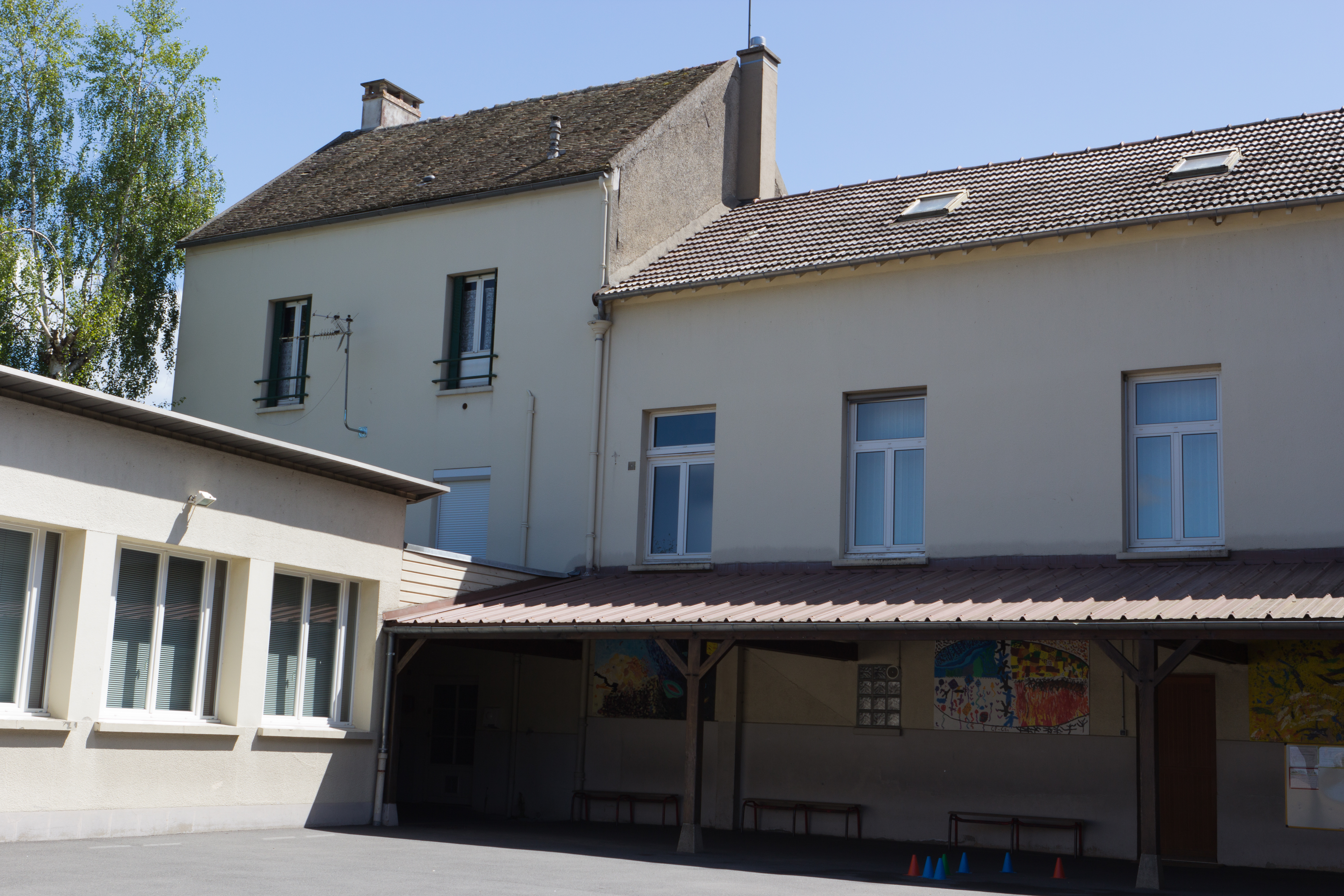
L'école.

Les établissements scolaires de Baulne dépendent de l'académie de Versailles.
En 2010, la commune dispose sur son territoire de l'école maternelle La Cressonnière et de l'école élémentaire publique.

### Justice, sécurité, secours et défense
En 2010, la commune dispose sur son territoire d'un centre de secours.

## Population et société

### Démographie

#### Évolution démographique
L'évolution du nombre d'habitants est connue à travers les recensements de la population effectués dans la commune depuis 1793. Pour les communes de moins de 10 000 habitants, une enquête de recensement portant sur toute la population est réalisée tous les cinq ans, les populations de référence des années intermédiaires étant quant à elles estimées par interpolation ou extrapolation. Pour la commune, le premier recensement exhaustif entrant dans le cadre du nouveau dispositif a été réalisé en 2006.

En 2022, la commune comptait 1 468 habitants, en évolution de +11,38 % par rapport à 2016 (Essonne : +2,89 %, France hors Mayotte : +2,11 %).
| 1793 | 1800 | 1806 | 1821 | 1831 | 1836 | 1841 | 1846 | 1851 |
| ---- | ---- | ---- | ---- | ---- | ---- | ---- | ---- | ---- |
| 278  | 300  | 309  | 315  | 352  | 353  | 373  | 448  | 449  |

| 1856 | 1861 | 1866 | 1872 | 1876 | 1881 | 1886 | 1891 | 1896 |
| ---- | ---- | ---- | ---- | ---- | ---- | ---- | ---- | ---- |
| 451  | 394  | 474  | 475  | 479  | 455  | 468  | 460  | 453  |

| 1901 | 1906 | 1911 | 1921 | 1926 | 1931 | 1936 | 1946 | 1954 |
| ---- | ---- | ---- | ---- | ---- | ---- | ---- | ---- | ---- |
| 455  | 423  | 423  | 403  | 428  | 479  | 509  | 507  | 458  |

| 1962 | 1968 | 1975 | 1982 | 1990  | 1999  | 2006  | 2011  | 2016  |
| ---- | ---- | ---- | ---- | ----- | ----- | ----- | ----- | ----- |
| 513  | 613  | 634  | 953  | 1 207 | 1 380 | 1 362 | 1 302 | 1 318 |

| 2021  | 2022  | - | - | - | - | - | - | - |
| ----- | ----- | - | - | - | - | - | - | - |
| 1 416 | 1 468 | - | - | - | - | - | - | - |

#### Pyramide des âges
En 2018, le taux de personnes d'un âge inférieur à 30 ans s'élève à 35,9 %, soit en dessous de la moyenne départementale (39,9 %). À l'inverse, le taux de personnes d'âge supérieur à 60 ans est de 23,1 % la même année, alors qu'il est de 20,1 % au niveau départemental.
En 2018, la commune comptait 661 hommes pour 649 femmes, soit un taux de 50,46 % d'hommes, légèrement supérieur au taux départemental (48,98 %).
Les pyramides des âges de la commune et du département s'établissent comme suit.
| Hommes | Classe d’âge | Femmes |
| ------ | ------------ | ------ |
| 1,1    | 90 ou +      | 1,2    |
| 5,3    | 75-89 ans    | 7,9    |
| 15,0   | 60-74 ans    | 15,9   |
| 21,5   | 45-59 ans    | 21,9   |
| 19,1   | 30-44 ans    | 19,4   |
| 19,8   | 15-29 ans    | 16,2   |
| 18,2   | 0-14 ans     | 17,5   |

| Hommes | Classe d’âge | Femmes |
| ------ | ------------ | ------ |
| 0,5    | 90 ou +      | 1,4    |
| 5,4    | 75-89 ans    | 7,2    |
| 12,9   | 60-74 ans    | 13,9   |
| 20     | 45-59 ans    | 19,4   |
| 19,9   | 30-44 ans    | 20,1   |
| 20     | 15-29 ans    | 18,2   |
| 21,3   | 0-14 ans     | 19,8   |

### Cultes

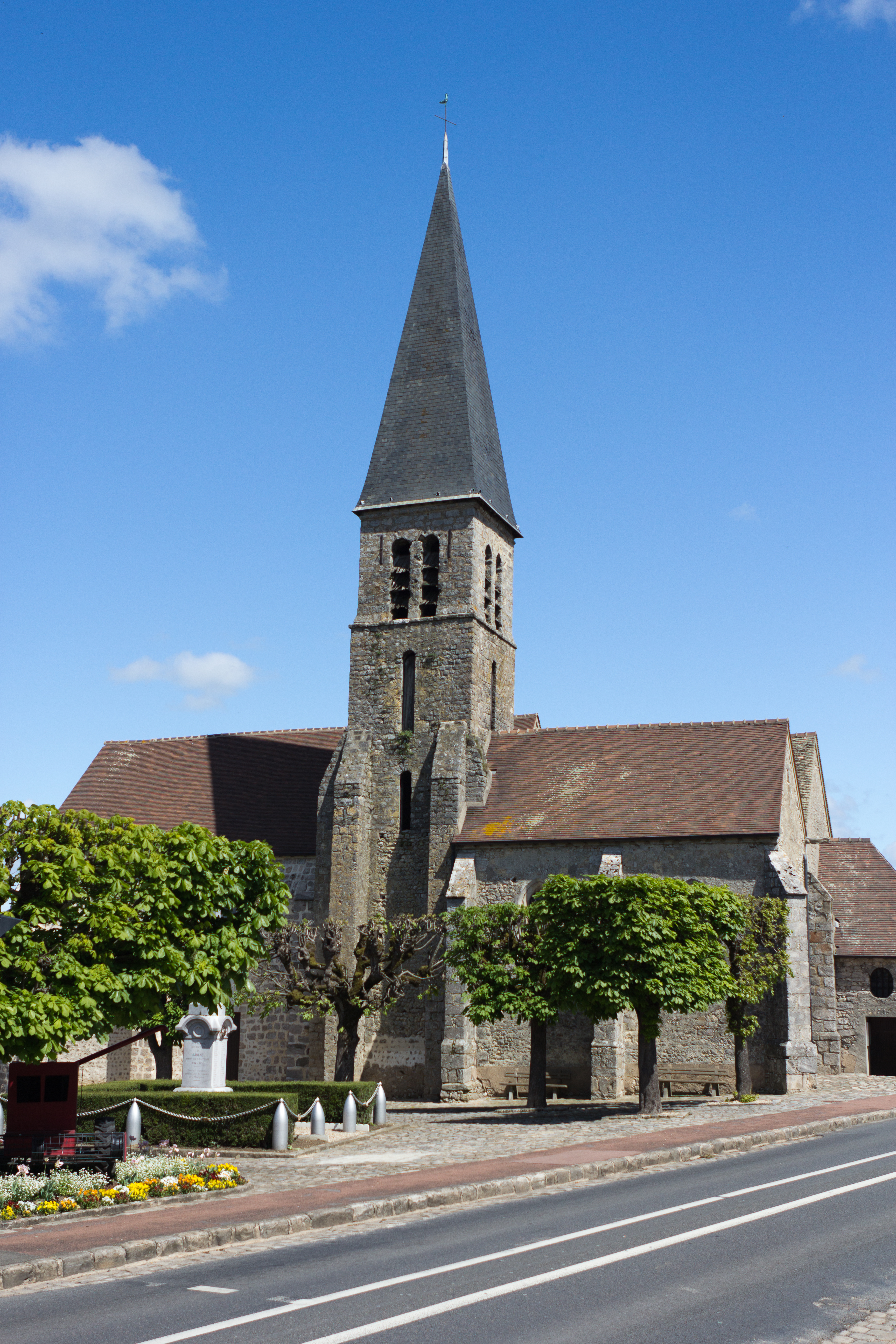
L'église Saint-Étienne.

La paroisse catholique de Baulne est rattachée au secteur pastoral de La Ferté-Alais-Val d'Essonne et au diocèse d'Évry-Corbeil-Essonnes. Elle dispose sur son territoire de l'église Saint-Étienne,.

### Médias
L'hebdomadaire Le Républicain relate les informations locales. La commune est en outre dans le bassin d'émission des chaînes de télévision France 3 Paris Île-de-France Centre, IDF1 et Téléssonne intégré à Télif.

## Économie

### Emplois, revenus et niveau de vie
En 2010, le revenu fiscal médian par ménage était de 40 079 €, ce qui plaçait Baulne au 2 446e rang parmi les 31 525 communes de plus de 39 ménages en métropole.
| Répartition des emplois par catégories socioprofessionnelles en 2006. |              |                                           |                                                   |                            |                          |                           |
|                                                                       | Agriculteurs | Artisans, commerçants, chefs d’entreprise | Cadres et professions intellectuelles supérieures | Professions intermédiaires | Employés                 | Ouvriers                  |
| Baulne                                                                | -            | -                                         | -                                                 | -                          | -                        | -                         |
| Zone d’emploi d’Évry                                                  | 0,3 %        | 4,0 %                                     | 20,2 %                                            | 29,6 %                     | 28,2 %                   | 17,7 %                    |
| Moyenne nationale                                                     | 2,2 %        | 6,0 %                                     | 15,4 %                                            | 24,6 %                     | 28,7 %                   | 23,2 %                    |
| Répartition des emplois par secteurs d’activités en 2006.             |              |                                           |                                                   |                            |                          |                           |
|                                                                       | Agriculture  | Industrie                                 | Construction                                      | Commerce                   | Services aux entreprises | Services aux particuliers |
| Baulne                                                                | -            | -                                         | -                                                 | -                          | -                        | -                         |
| Zone d’emploi d’Évry                                                  | 0,9 %        | 13,5 %                                    | 5,4 %                                             | 14,6 %                     | 16,2 %                   | 6,9 %                     |
| Moyenne nationale                                                     | 3,5 %        | 15,2 %                                    | 6,4 %                                             | 13,3 %                     | 13,3 %                   | 7,6 %                     |
| Sources : Insee,                                                      |              |                                           |                                                   |                            |                          |                           |

## Culture locale et patrimoine

### Lieux et monuments
- L'église Saint-Étienne
- Abri orné préhistorique de Baulne et le polissoir du Puy Sauvage : daté du Néolithique, inscrit aux monuments historiques[50].

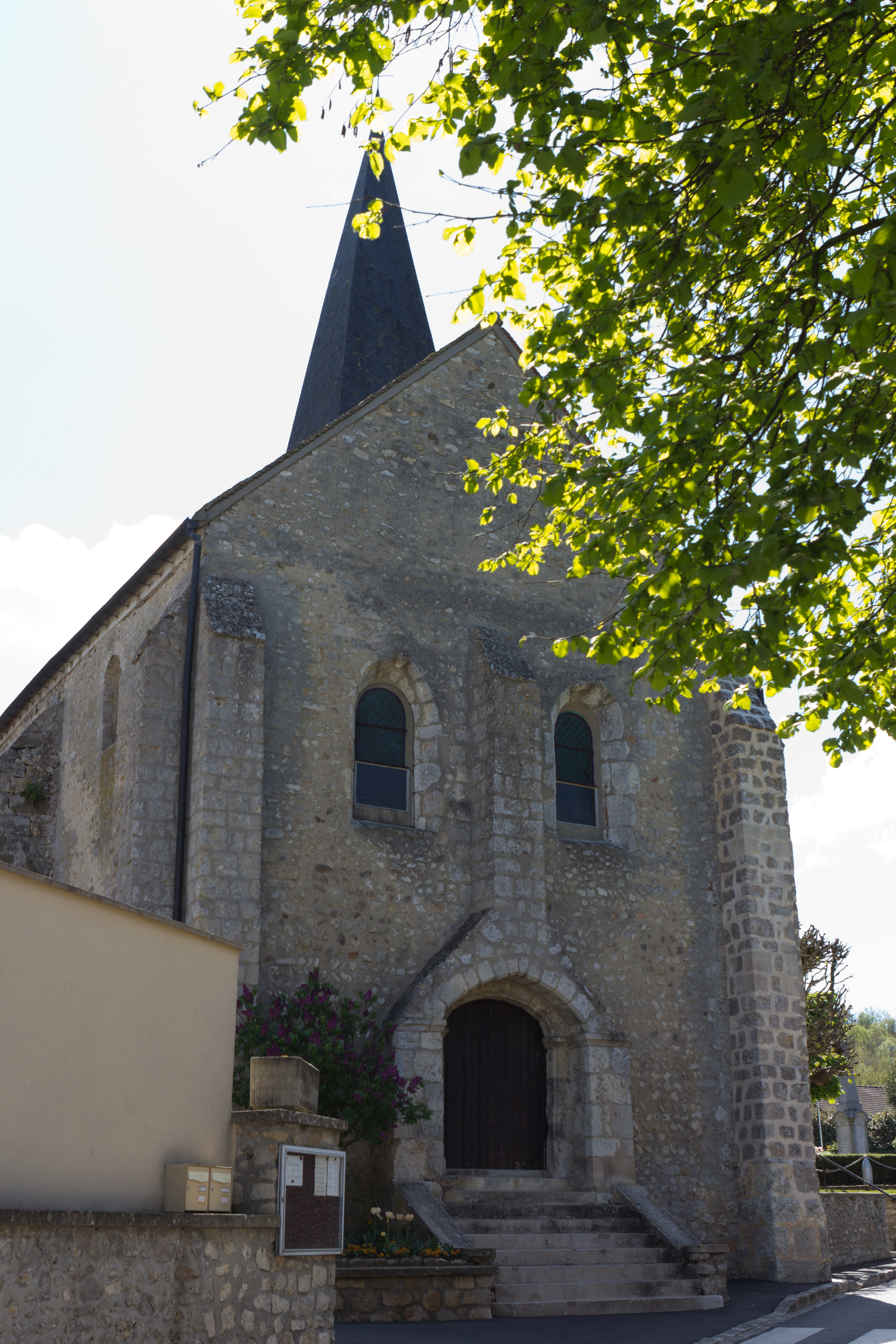
Façade de l'église Saint-Étienne
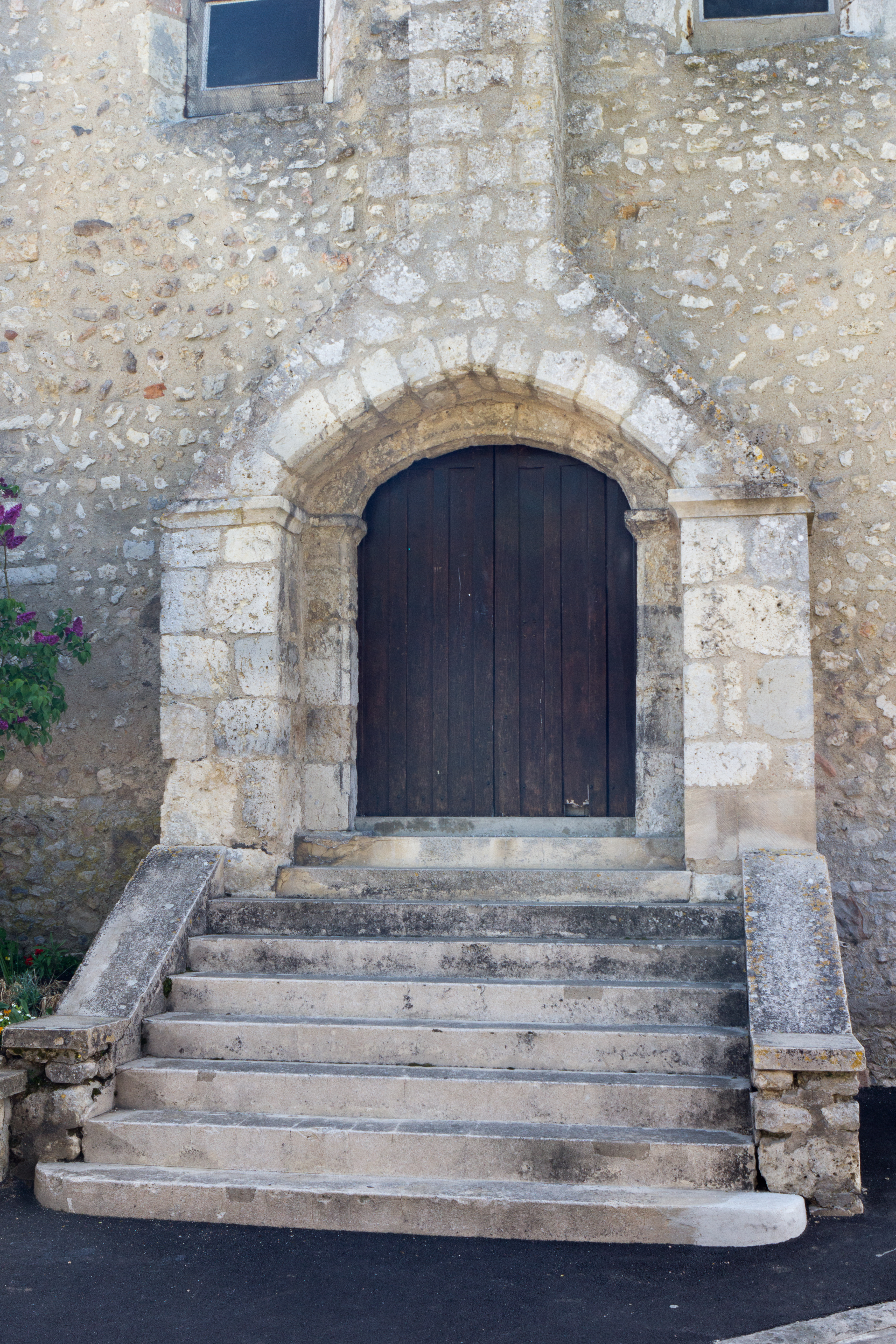
... son porche...
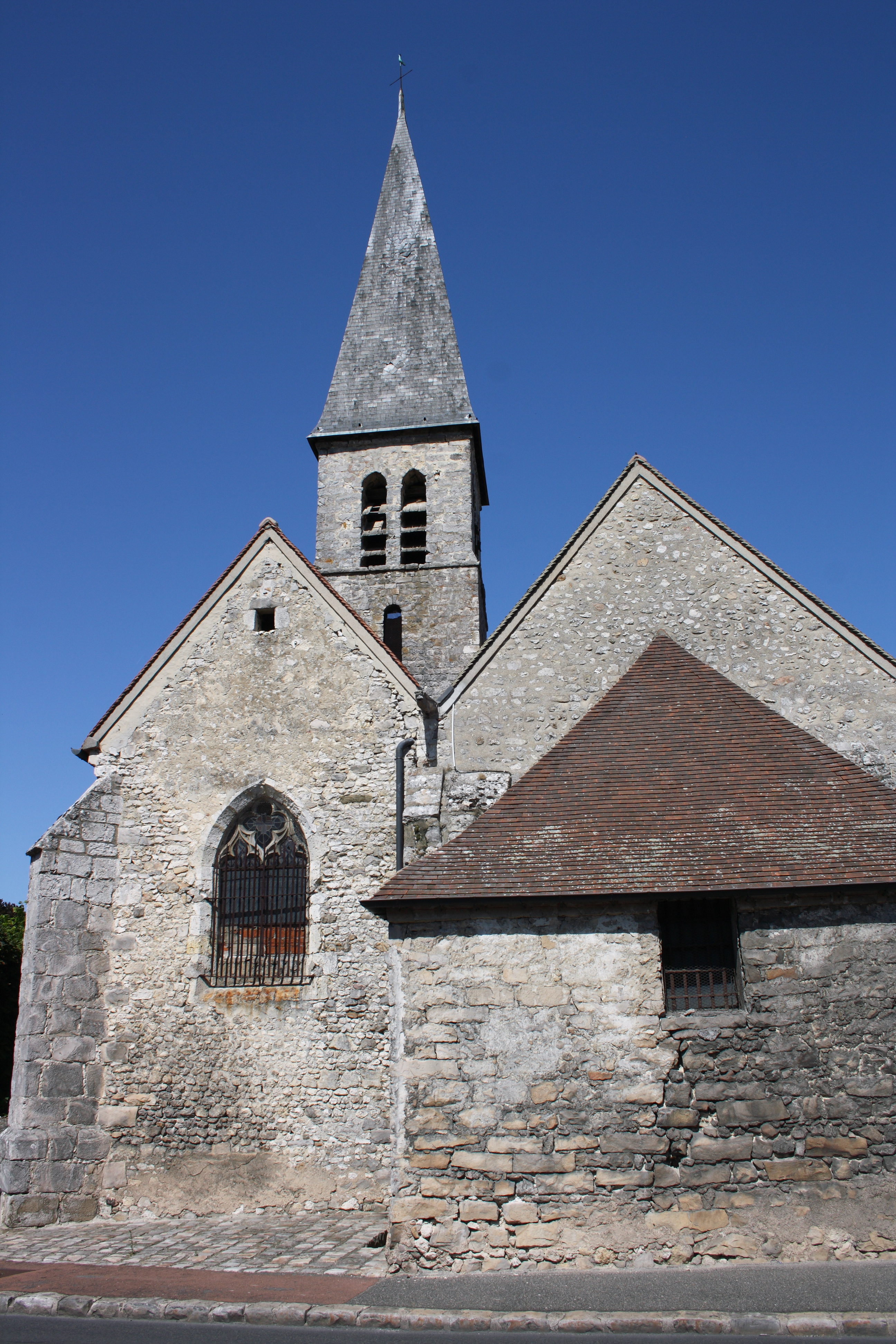
et son chevet.
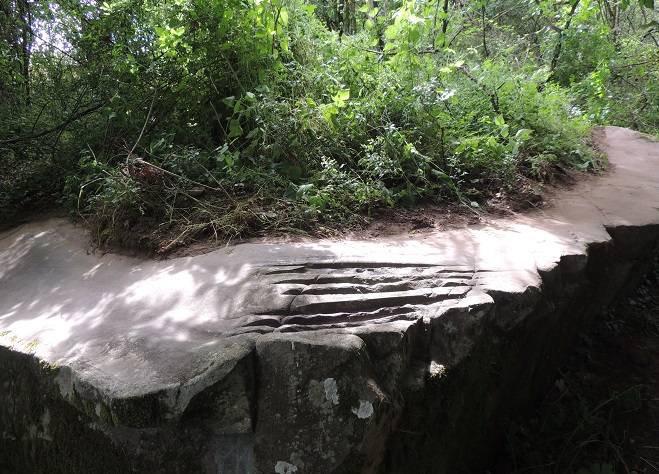
Polissoir du Puits Sauvage.
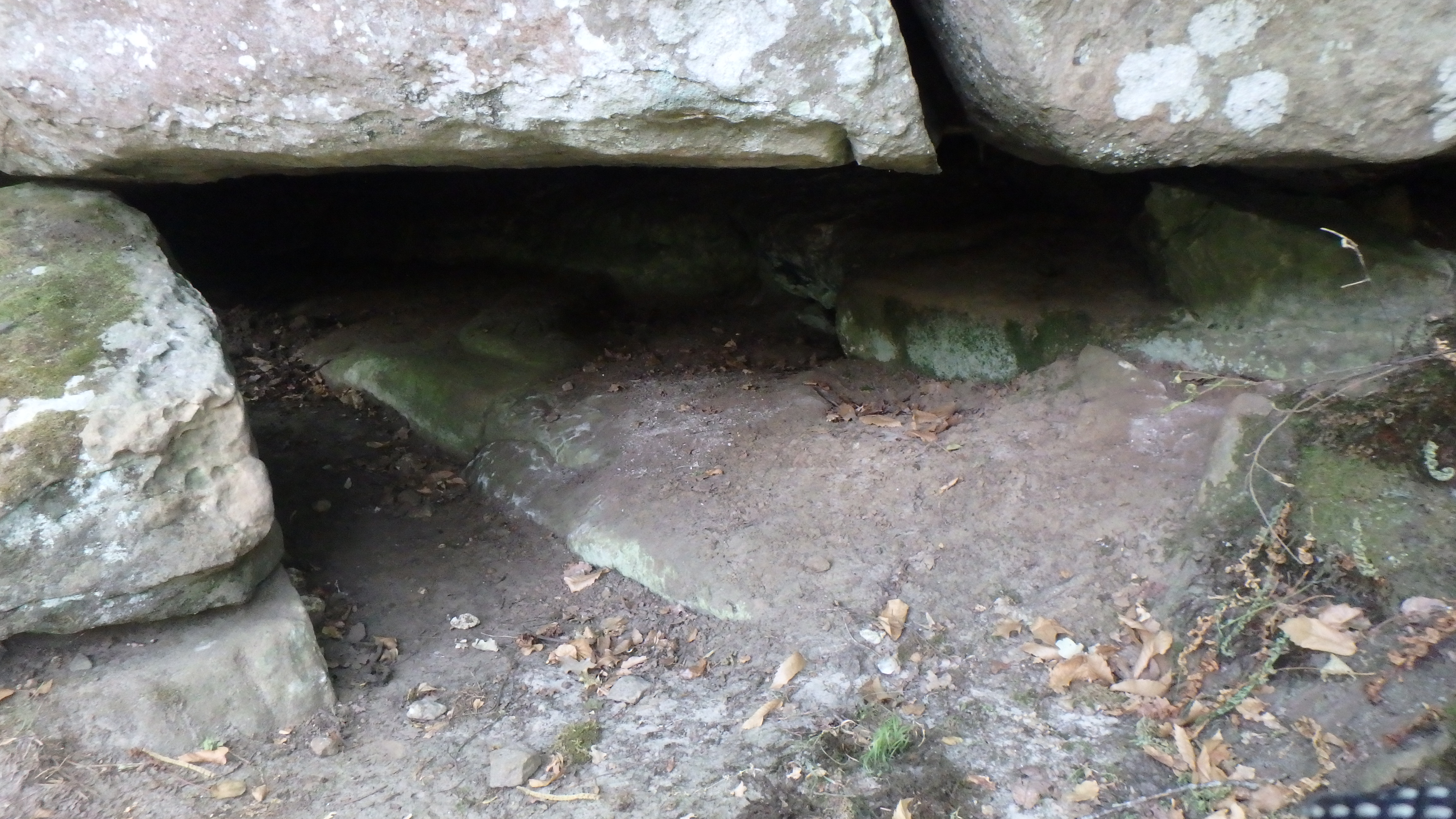
Entrée de l'abri orné
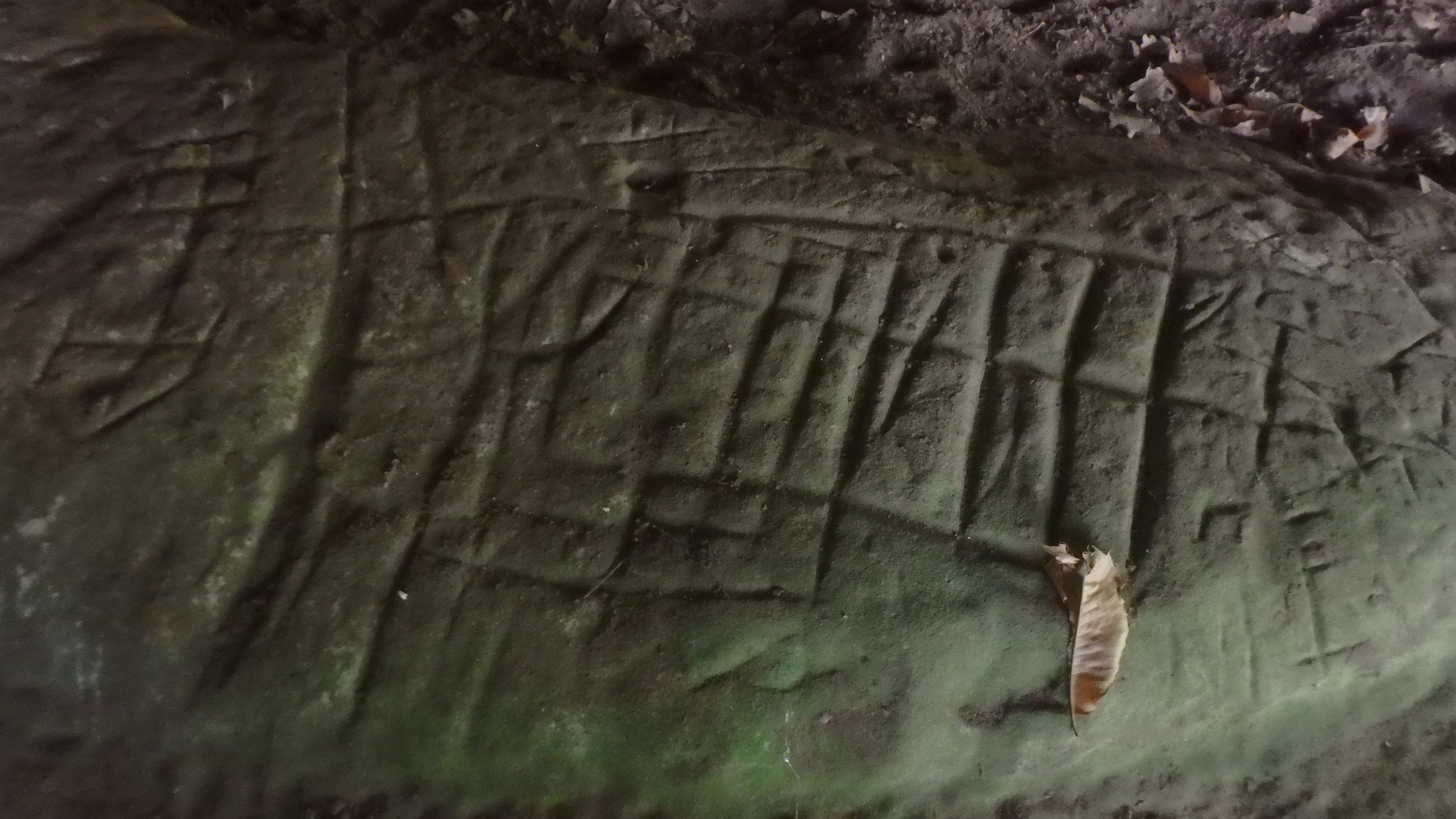
Détail de l'abri orné

### Héraldique
| Blason de Baulne | Blason  | D'or aux trois fasces ondées de sinople, au franc-canton d'azur chargé de deux poissons du champ nageant l'un sur l'autre. |
| Blason de Baulne | Détails | |

## Pour approfondir